# Малхар Рао Гайквад
Малхар Рао Гайквад (1831—1882) — магараджа Вадодари, шостий і наймолодший син Саяджі Рао Гайквада II.